# 서경수
서경수(徐坰秀, 1989년 1월 1일 ~ )는 대한민국의 뮤지컬 배우이다. 
- 2006년 12월 20일 19세라는 어린 나이에 뮤지컬 《지저스 크라이스트 슈퍼스타》의 앙상블로 데뷔하여 이제는 어느덧 대한민국을 대표하는 뮤지컬 배우 중 하나로 성장한 실력파 뮤지컬 배우다.
- 앙상블 배우로 시작하여 꾸준히 다양한 필모를 쌓아오던 그는 2013년에도 뮤지컬 《넥스트 투 노멀》에서 게이브 역을 맡으며 본격적으로 그의 존재감을 드러낸다.
- 그의 대표 출연작으로는 《베어 더 뮤지컬》 (2015, 2016), 《뉴시즈》 (2016), 《젠틀맨스 가이드》(2018), 《그리스》 (2019), 《썸씽로튼》(2020), 《위키드》(2021), 《킹키부츠》(2022), 《일 테노레》(2023) 등이 있다.

## 학력
- 능내초등학교 1995~2001 (졸업)
- 수리중학교 2001~2004 (졸업)
- 용호고등학교 2004~2005 (전학)
- 국립전통예술고등학교 2005~2007 (졸업)
- 경희대학교 (연극영화과)

## 출연 작품

### 뮤지컬
| 작품 연도 | 공연명                            | 역할                      | 비고                  |
| --------- | --------------------------------- | ------------------------- | --------------------- |
| 2006      | 뮤지컬 지저스 크라이스트 슈퍼스타 | 앙상블 役                 |                       |
| 2007      | 뮤지컬 젊은 베르테르의 슬픔       | 앙상블 役                 |                       |
| 2008      | 뮤지컬 파이란                     | 앙상블 役                 |                       |
| 2009      | 뮤지컬 렌트                       | 스윙 役                   |                       |
| 2009      | 뮤지컬 한 여름밤의 꿈             | 드미트리우스 役           |                       |
| 2010      | 뮤지컬 선덕여왕                   | 화랑 役                   |                       |
| 2012      | 뮤지컬 모차르트!                  | 앙상블 役                 |                       |
| 2012      | 뮤지컬 런투유                     | 이수창 役                 | 일본 공연             |
| 2012      | 뮤지컬 리걸리 블론드              | 니코스 役                 | 중간 합류             |
| 2013      | 뮤지컬 넥스트 투 노멀             | 게이브 굿맨 役            |                       |
| 2013      | 뮤지컬 헤이, 자나!                | 마이크 役                 |                       |
| 2013      | 뮤지컬 카르멘                     | 파비오 役                 |                       |
| 2014      | 뮤지컬 정글라이프                 | 피동희 役                 |                       |
| 2014      | 뮤지컬 Trace U                    | 구본하 役                 |                       |
| 2014      | 뮤지컬 블랙메리포핀스             | 헤르만 디히터 役          |                       |
| 2014      | 뮤지컬 유럽블로그                 | 석호 役                   |                       |
| 2014      | 뮤지컬 라카지                     | 장 미셸 役                |                       |
| 2015      | 뮤지컬 마마돈크라이               | 프로페서V 役              |                       |
| 2015      | 뮤지컬 베어                       | 제이슨 맥코넬 役          |                       |
| 2015      | 뮤지컬 인더하이츠                 | 베니 役                   |                       |
| 2015      | 뮤지컬 넥스트 투 노멀             | 게이브 굿맨 役            |                       |
| 2016      | 뮤지컬 뉴시즈                     | 잭 캘리 役                |                       |
| 2016      | 뮤지컬 베어                       | 제이슨 맥코넬 役          |                       |
| 2016      | 뮤지컬 오! 캐롤                   | 델모나코 役               |                       |
| 2017      | 뮤지컬 오! 캐롤                   | 델모나코 役               |                       |
| 2017      | 뮤지컬 시라노                     | 크리스티앙 드 뇌빌레뜨 役 |                       |
| 2017      | 뮤지컬 오! 캐롤                   | 델모나코 役               | 경기 광주 (지방 공연) |
| 2017      | 뮤지컬 타이타닉                   | 토마스 앤드류스 役        |                       |
| 2017      | 뮤지컬 오! 캐롤                   | 델모나코 役               | 경기 고양 (지방 공연) |
| 2017      | 뮤지컬 오! 캐롤                   | 델모나코 役               | 대구 (지방 공연)      |
| 2018      | 뮤지컬 베어                       | 제이슨 맥코넬 役          | 특별 공연 (5회)       |
| 2018      | 뮤지컬 신과 함께_저승편           | 강림 役                   |                       |
| 2018      | 뮤지컬 신과 함께_저승편           | 강림 役                   | 경기 안산 (지방 공연) |
| 2018      | 뮤지컬 이블데드                   | 애쉬 윌리엄스 役          |                       |
| 2018      | 뮤지컬 오! 캐롤                   | 델모나코 役               |                       |
| 2018      | 뮤지컬 젠틀맨스 가이드            | 몬타 나바로 役            | 부산 (지방 공연)      |
| 2019      | 뮤지컬 젠틀맨스 가이드            | 몬타 나바로 役            | 경북 경주 (지방 공연) |
| 2019      | 뮤지컬 젠틀맨스 가이드            | 몬타 나바로 役            | 경기 수원 (지방 공연) |
| 2019      | 뮤지컬 그리스                     | 대니 주코 役              |                       |
| 2019      | 연극 생쥐와 인간                  | 레니 스몰 役              |                       |
| 2019      | 뮤지컬 여신님이 보고계셔          | 한영범 役                 |                       |
| 2019      | 뮤지컬 그리스                     | 대니 주코 役              | 앵콜 공연             |
| 2020      | 뮤지컬 차미                       | 오진혁 役                 |                       |
| 2020      | 뮤지컬 브로드웨이 42번가          | 빌리 로러 役              |                       |
| 2020      | 뮤지컬 썸씽로튼                   | 윌리엄 셰익스피어 役      |                       |
| 2021      | 뮤지컬 위키드                     | 피에로 티글러 役          |                       |
| 2021      | 뮤지컬 레드북                     | 브라운 役                 |                       |
| 2021      | 뮤지컬 썸씽로튼                   | 윌리엄 셰익스피어 役      |                       |
| 2022      | 뮤지컬 데스노트                   | 류크 役                   |                       |
| 2022      | 뮤지컬 킹키부츠                   | 롤라 役                   |                       |
| 2023      | 뮤지컬 데스노트                   | 류크 役                   | 앵콜 공연             |
| 2023      | 뮤지컬 벤허                       | 메셀라 役                 |                       |
| 2023      | 뮤지컬 일 테노레                  | 윤이선 役                 |                       |
| 2024      | 뮤지컬 일 테노레 (연장)           | 윤이선 役                 |                       |
| 2024      | 뮤지컬 킹키부츠                   | 롤라 役                   |                       |
| 2024      | 뮤지컬 알라딘                     | 알라딘 役                 |                       |
| 2025      | 뮤지컬 알라딘                     | 알라딘 役                 |                       |

## 수상 및 후보
| 연도 | 시상식                                  | 부문       | 작품                           | 결과 |
| ---- | --------------------------------------- | ---------- | ------------------------------ | ---- |
| 2017 | SACA (Stagetalk Audience Choice Awards) | 남우조연상 | 크리스티앙, 앤드류스, 델모나코 | 수상 |
| 2021 | 제 5회 한국 뮤지컬 어워즈               | 남우조연상 | <썸씽로튼> 윌리엄 셰익스피어   | 수상 |
| 2022 | 제 6회 한국 뮤지컬 어워즈               | 남우조연상 | <위키드> 피에로 티글러         | 후보 |
| 2023 | 제 7회 한국 뮤지컬 어워즈               | 남우조연상 | <데스노트> 류크                | 후보 |
| 2023 | 제 7회 한국 뮤지컬 어워즈               | 남우주연상 | <킹키부츠> 롤라                | 후보 |
| 2024 | 제 8회 한국 뮤지컬 어워즈               | 남우조연상 | <데스노트> 류크                | 후보 |